# Christopher Cairns
Christopher Cairns (21 de junho de 1957) é um velejador australiano, medalhista olímpico. Ele competiu nos Jogos Olímpicos de Verão de 1984 na classe Tornado e conquistou a medalha de bronze, ao lado de Scott Anderson. Eles também se tornaram campeões mundiais juntos em Hayling Island em 1983 e em Melbourne em 1984.